# Пикк-Ялг (башня)
Надвратная башня Пикк-Ялг (эст. Pika jala väravatorn, дословно: «Длинной ноги башня с воротами»; рус. «Надвратная башня больших Вышгородских ворот», нем. die Dom-Pforte in der Stadt) — башня крепостной стены Таллина, столицы Эстонии, находящаяся в месте схождения улиц Пикк и Пикк-Ялг). Одна из двух сохранившихся в Таллине надвратных башен; остальные были разрушены, так как утратили свои оборонительные функции и препятствовали дорожному движению. Памятник архитектуры. Надвратная башня имеет в основании трапециевидную форму (6,2 x 6,8 м) в отличие от боевых башен, которые обычно имеют подковообразную форму.

## История
Башня была построена в XVII веке из плитняка, видимо, на месте существовавшей там ранее деревянной башни. В 1380 году мастер Ливонского рыцарского ордена и правитель Эстонии с 1364 по 1385 Вильгельм фон Фримерсхайм дал разрешение на постройку каменных ворот.
По всей вероятности, в 1450 году башня была перестроена: её расширили, надстроили, по крайней мере, на два оборонительных этажа, добавили лестничный проход. Возможно, был также построен открытый оборонительный этаж, так что каменная часть башни превышала 20 метров. В 1454 году магистрат заплатил кузнецу Розенбергу за устройство ворот, а в 1455 кузнецу Клаусу Дененилу — за изготовление двух флюгеров.
В 1608 году была перестроена верхняя часть башни. В XIX веке в башне размещался военный гарнизон.
Башня была возведена жителями нижнего города с целью защиты бюргеров от произвола дворян и рыцарства, проживавших на Вышгороде. За проезд через ворота в экипаже или повозке магистрат спрашивал высокую плату.
В настоящее время внутри башни располагаются жилые помещения и ателье.